# リュウキュウコマツナギ
リュウキュウコマツナギ（琉球駒繋、学名：Indigofera zollingeriana）はマメ科コマツナギ属の常緑低木。Indigofera kotoensis var. liukiuensisはシノニム。

## 特徴
高さ0.5–2 m。葉は長さ10–18 cm、奇数羽状複葉で互生する。側小葉はほぼ対生、5–8対。小葉は長さ3–5 cm、幅1–1.8 cmと大きい。花は長さ8–9 mmで、深い紅色。花を密につけた長さ8–15 cmの総状花序を葉腋から直立させ、春から初夏にかけて咲く。豆果は線形で長さ2–4 cm、直径約4 mmで、中に5–10個の種子が入る。莢は冬まで長く残る。

## 分布と生育環境
沖縄県先島諸島の下地島、石垣島、竹富島、小浜島、新城島、西表島。国外では台湾、中国、東南アジアからニューカレドニア島などに分布。沿海地の林縁や岩場に生える。

## 利用
八重山諸島では草木染めの材料として用いられることがある。

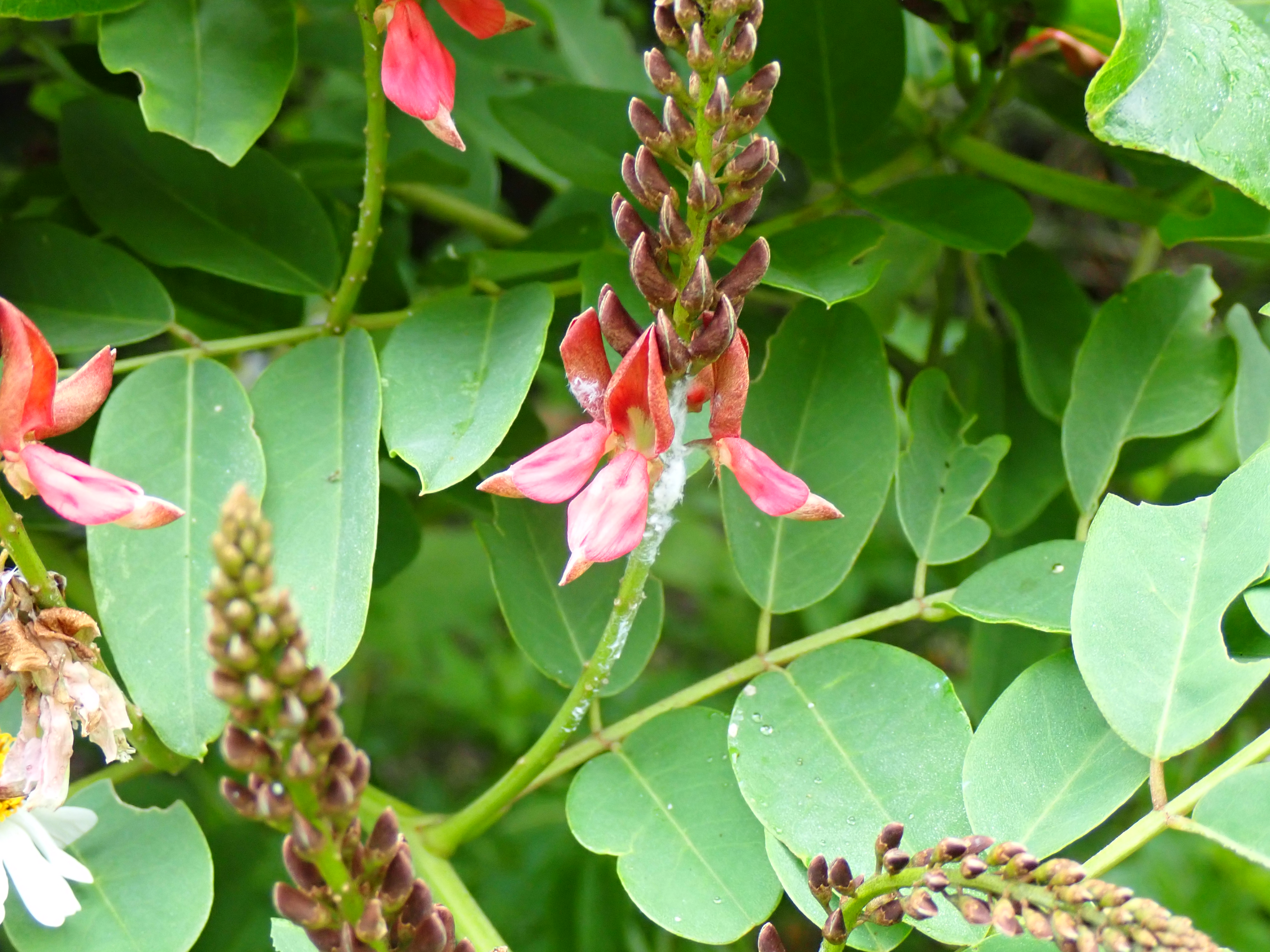
花序

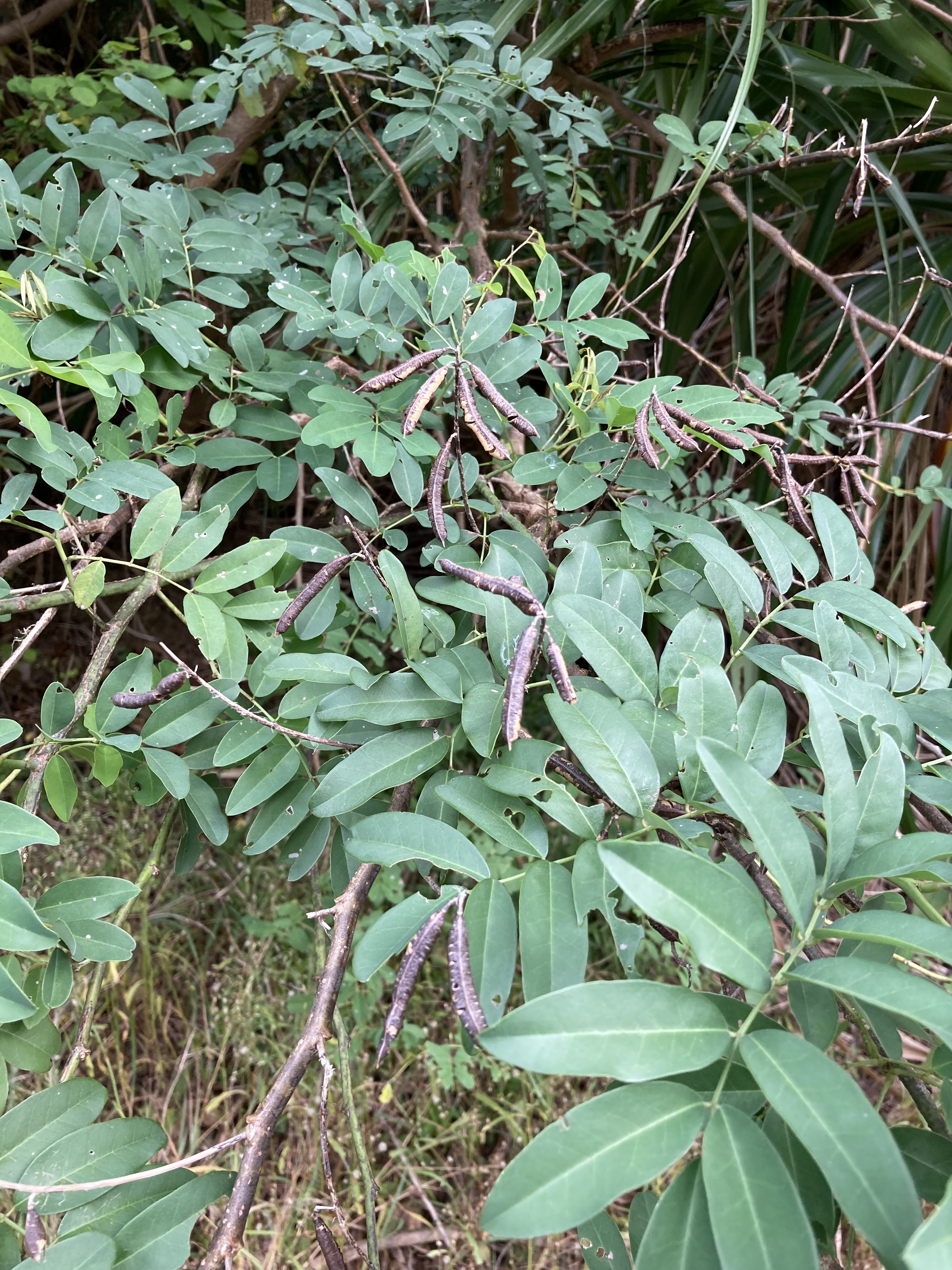
真っ直ぐの豆果